# Colibri héloïse
Selasphorus heloisa
Espèce
Répartition géographique
Statut de conservation UICN

 LC  : Préoccupation mineure
Statut CITES
Le Colibri héloïse (Selasphorus heloisa) ou colibri à bec court (notamment au Canada), est une espèce d'oiseau appartenant à la famille des Trochilidae.
Le nom de l'oiseau commémore Héloïse (1101-1164) célèbre pour sa correspondance avec Abelard.

## Sous-espèces
D'après Alan P. Peterson, il existe deux sous-espèces :
- S. ellioti ellioti Ridgway, 1878 —
- S. ellioti selasphoroides Griscom, 1932 — sierra Madre occidentale